# Elecciones parlamentarias de Chile de 1965
Las elecciones parlamentarias chilenas de marzo de 1965 fueron las primeras que enfrentó el Partido Demócrata Cristiano como partido de gobierno, logrando una amplia mayoría frente a la oposición de derecha y al Frente de Acción Popular, conglomerado de izquierda.
En conformidad con el censo poblacional de 1960, el 7 de marzo de 1965, se eligieron 147 diputados y se renovaron cuatro agrupaciones senatoriales (las pares), eligiéndose este año a 20 de sus representantes (5 por agrupación senatorial). De esta forma, el Senado quedó constituido por 45 miembros.
El mismo día de la elección parlamentaria se realizó una elección extraordinaria para elegir un senador en la Agrupación Provincial de Valparaíso y Aconcagua producto de la renuncia de Radomiro Tomic para asumir como embajador en los Estados Unidos. También se realizaron elecciones complementarias de regidores en 12 comunas:
- Tierra Amarilla, por fallecimiento de Carlos Segundo Bordoli Piatti (PCU).
- Samo Alto, por fallecimiento de Moisés Guerrero Taiba (PR).
- Santiago, por fallecimiento de Irene Frei (PDC).
- San Bernardo, por fallecimiento de Roberto Lorca Olguín (PDC).
- Machalí, por fallecimiento de Humberto Basualto Valenzuela (PC).
- Curicó, por haber asumido el regidor Óscar Naranjo Arias (PS) como diputado.[8]
- Longaví, por fallecimiento de Juan Ode Badra (PADENA).
- Portezuelo, por fallecimiento de Humberto Saavedra Pedreros (PDC).
- San Carlos, por fallecimiento de Óscar Olave Figueroa (PS).
- Angol, por fallecimiento de Abdalatif Ahuile Sepúlveda (PL).[9]
- Galvarino, por fallecimiento de Evangelista Angulo Altamirano (PADENA).
- Ancud, por fallecimiento de Luis Oyarzún Cárcamo (PCU).

## Campaña
El 9 de noviembre de 1964 se realizó en la Dirección del Registro Electoral el sorteo de ubicación de las listas en la cédula de votación. El orden fue el siguiente:
- A: Vanguardia Nacional del Pueblo
- B: Partido Conservador Unido
- C: Partido Radical
- D: Partido Comunista
- E: Partido Acción Nacional
- F: Comandos Populares
- G: Democracia Agrario Laborista
- H: Partido Democrático
- I: Partido Demócrata Cristiano
- J: Partido Liberal
- K: Partido Socialista
- L: Partido Democrático Nacional
- M: Candidatos independientes

Producto del éxito del espacio Septiembre de 1964 para la elección presidencial, Canal 9 decidió reeditar el formato para las elecciones parlamentarias de marzo de 1965, realizando el programa Foro senatorial Prolene a partir del 7 de enero —luego de un sorteo ante notario realizado el 2 de enero para determinar el orden de aparición de los candidatos—, con la participación de los postulantes a senadores por Santiago.
Las cédulas de votación tenían diferente color según el cargo por el que se votaba: la papeleta para elegir senadores era de color amarillo, el voto para diputados era de color rosado y la papeleta de las elecciones extraordinarias de regidores era de color celeste.
El 8 de febrero de 1965 la Dirección del Registro Electoral publicó en el Diario Oficial de la República de Chile la distribución de tiempos máximos que tendría cada partido político de manera diaria para contratar propaganda pagada en las radioemisoras de cada provincia:
| Provincia                                 | Lista  | Lista  | Lista | Lista | Lista | Lista | Lista  | Lista | Lista  | Lista | Lista | Lista  | Lista | Tiempo (min:seg) |
| Provincia                                 | A. VNP | B. PCU | C. PR | D. PC | E. AN | F. CP | G. DAL | H. PD | I. PDC | J. PL | K. PS | L. PDN | Ind.  | Tiempo (min:seg) |
| ----------------------------------------- | ------ | ------ | ----- | ----- | ----- | ----- | ------ | ----- | ------ | ----- | ----- | ------ | ----- | ---------------- |
| Tarapacá                                  |        |        |       |       |       |       |        |       |        |       |       |        |       | 12:00            |
| Antofagasta                               |        |        |       |       |       |       |        |       |        |       |       |        |       | 7:30             |
| Atacama                                   |        |        |       |       |       |       |        |       |        |       |       |        |       | 15:00            |
| Coquimbo                                  |        |        |       |       |       |       |        |       |        |       |       |        |       | 8:31             |
| Aconcagua                                 |        |        |       |       |       |       |        |       |        |       |       |        |       | 12:00            |
| Valparaíso                                |        |        |       |       |       |       |        |       |        |       |       |        |       | 5:27             |
| Santiago                                  |        |        |       |       |       |       |        |       |        |       |       |        |       | 5:00             |
| O'Higgins                                 |        |        |       |       |       |       |        |       |        |       |       |        |       | 7:30             |
| Colchagua                                 |        |        |       |       |       |       |        |       |        |       |       |        |       | 8:31             |
| Curicó                                    |        |        |       |       |       |       |        |       |        |       |       |        |       | 10:00            |
| Talca                                     |        |        |       |       |       |       |        |       |        |       |       |        |       | 7:30             |
| Maule                                     |        |        |       |       |       |       |        |       |        |       |       |        |       | 12:00            |
| Linares                                   |        |        |       |       |       |       |        |       |        |       |       |        |       | 6:00             |
| Ñuble                                     |        |        |       |       |       |       |        |       |        |       |       |        |       | 6:40             |
| Concepción                                |        |        |       |       |       |       |        |       |        |       |       |        |       | 6:40             |
| Arauco                                    |        |        |       |       |       |       |        |       |        |       |       |        |       | 15:00            |
| Bío-Bío                                   |        |        |       |       |       |       |        |       |        |       |       |        |       | 8:31             |
| Malleco                                   |        |        |       |       |       |       |        |       |        |       |       |        |       | 8:31             |
| Cautín                                    |        |        |       |       |       |       |        |       |        |       |       |        |       | 7:30             |
| Valdivia                                  |        |        |       |       |       |       |        |       |        |       |       |        |       | 8:31             |
| Osorno                                    |        |        |       |       |       |       |        |       |        |       |       |        |       | 12:00            |
| Llanquihue                                |        |        |       |       |       |       |        |       |        |       |       |        |       | 12:00            |
| Chiloé                                    |        |        |       |       |       |       |        |       |        |       |       |        |       | 12:00            |
| Aysén                                     |        |        |       |       |       |       |        |       |        |       |       |        |       | 12:00            |
| Magallanes                                |        |        |       |       |       |       |        |       |        |       |       |        |       | 30:00            |
| Fuente: Dirección del Registro Electoral. |        |        |       |       |       |       |        |       |        |       |       |        |       |                  |

## Resultados generales

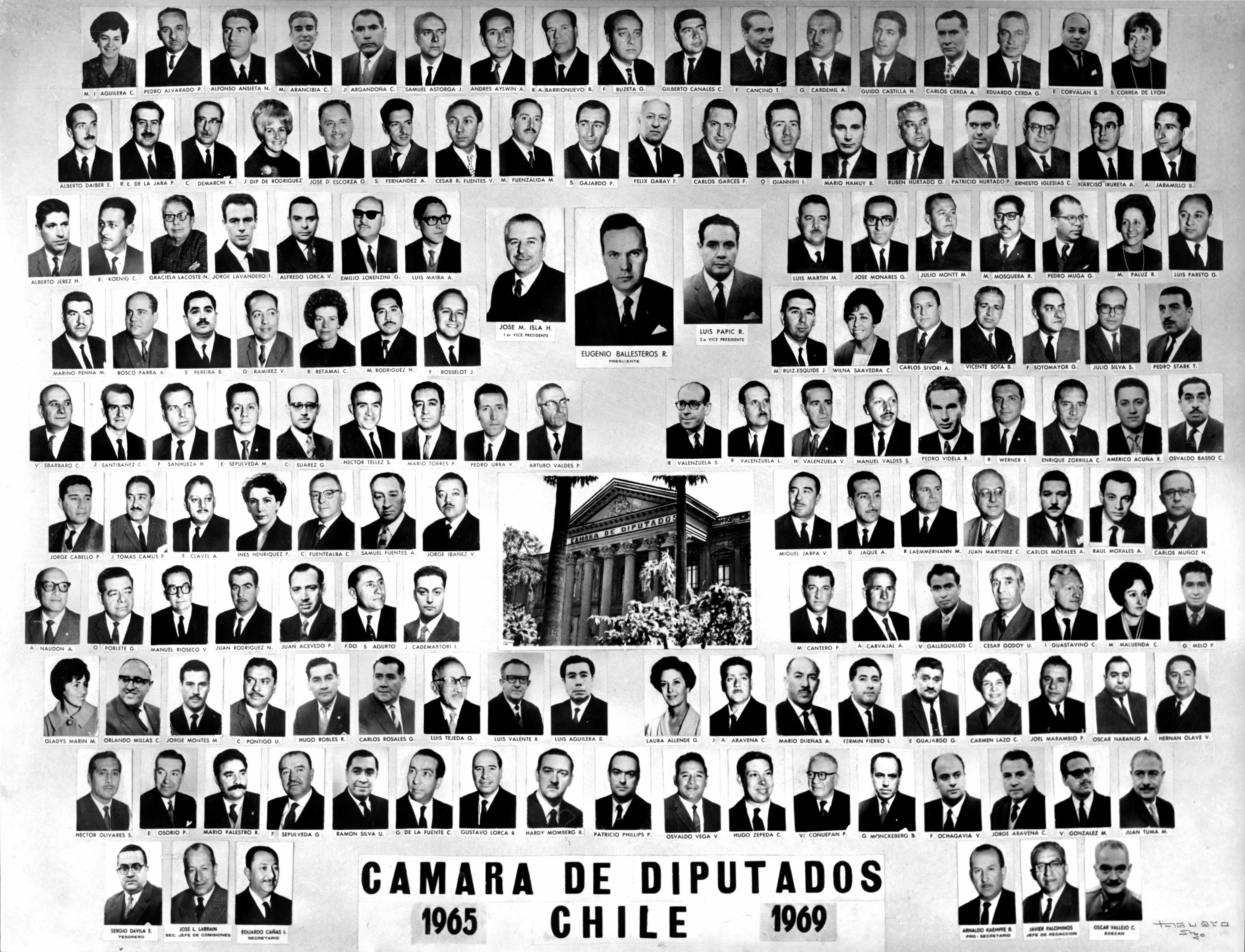
Fotografía oficial de parlamentarios de la Cámara de Diputados para el periodo 1965-1969

Los partidos del FRAP —que por disposición legal no podían presentarse como coalición electoral— alcanzaron en total 36 escaños en la Cámara Baja y 6 en el Senado, pero pronto el Padena se retiraría del pacto a raíz de los resultados obtenidos, donde bajó de 12 a 3 diputados, aunque obtuvo 1 senador.
Los partidos de derecha (Liberal, Conservador Unido y en menor medida Acción Nacional), por su parte, sufrieron una derrota importante debido a la fuga de votos de su electorado hacia el Partido Demócrata Cristiano.
El Partido Demócrata Cristiano será individualmente el gran triunfador de esta contienda electoral, al obtener el 43,6 % de los votos y 82 diputados, junto a 11 senadores. Este resultado histórico no lo ha vuelto a repetir ningún partido político en la historia democrática del país.

## Elección de laCámara de Diputados

### Resultados
Según el orden en la papeleta electoral:
| Lista                                     | Partido                        | Sigla                       | Votos     | %?      | Dip.? | %?      | ± D.?       |
| ----------------------------------------- | ------------------------------ | --------------------------- | --------- | ------- | ----- | ------- | ----------- |
| A                                         | Vanguardia Nacional del Pueblo | VNP                         | 5637      | 0,25 %  | 0     | 0,00 %  |             |
| B                                         | Partido Conservador Unido      | PCU                         | 121 882   | 5,34 %  | 3     | 2,04 %  | -14         |
| C                                         | Partido Radical                | PR                          | 312 912   | 13,71 % | 20    | 13,61 % | -19         |
| D                                         | Partido Comunista              | PCCh                        | 290 635   | 12,73 % | 18    | 12,24 % | +2          |
| E                                         | Acción Nacional                | AN                          | 15 173    | 0,66 %  | 0     | 0,00 %  |             |
| F                                         | Comandos Populares             | CP                          | 3121      | 0,14 %  | 0     | 0,00 %  | Sin cambios |
| G                                         | Democracia Agrario Laborista   | DAL                         | 22 554    | 0,99 %  | 0     | 0,00 %  |             |
| H                                         | Partido Democrático            | PDo                         | 21 518    | 0,94 %  | 0     | 0,00 %  | Sin cambios |
| I                                         | Partido Demócrata Cristiano    | PDC                         | 995 187   | 43,60 % | 82    | 55,78 % | +59         |
| J                                         | Partido Liberal                | PL                          | 171 979   | 7,53 %  | 6     | 4,08 %  | -22         |
| K                                         | Partido Socialista             | PS                          | 241 593   | 10,58 % | 15    | 10,20 % | +3          |
| L                                         | Partido Democrático Nacional   | PADENA                      | 74 583    | 3,27 %  | 3     | 2,04 %  | -9          |
| M                                         | Independientes                 | Ind                         | 5669      | 0,25 %  | 0     | 0,00 %  | Sin cambios |
| Total de votos válidos                    | Total de votos válidos         | Total de votos válidos      | 2 282 443 | 97,00 % |       |         |             |
| Votos nulos y en blanco                   | Votos nulos y en blanco        | Votos nulos y en blanco     | 70 680    | 3,00 %  |       |         |             |
| Total de sufragios emitidos               | Total de sufragios emitidos    | Total de sufragios emitidos | 2 353 123 | 100 %   |       |         |             |
| Fuente: Dirección del Registro Electoral. |                                |                             |           |         |       |         |             |

El Frente de Acción Popular totaliza 36 diputados que corresponden al 24,29 % de los escaños.

### Listado de diputados 1965-1969
| Departamentos                                                       | N.º | Diputado                         | Partido |
| ------------------------------------------------------------------- | --- | -------------------------------- | ------- |
| Arica Pisagua Iquique                                               | 1   | Samuel Astorga Jorquera          | DC      |
| Arica Pisagua Iquique                                               | 2   | Arturo Carvajal Acuña            | PCCh    |
| Arica Pisagua Iquique                                               | 3   | Luis Valente Rossi               | PCCh    |
| Arica Pisagua Iquique                                               | 4   | Pedro Nolasco Muga González      | DC      |
| Tocopilla El Loa Antofagasta Taltal                                 | 5   | Víctor Galleguillos Clett        | PCCh    |
| Tocopilla El Loa Antofagasta Taltal                                 | 6   | Hugo Robles Robles               | PCCh    |
| Tocopilla El Loa Antofagasta Taltal                                 | 7   | Eduardo Clavel Amión             | PR      |
| Tocopilla El Loa Antofagasta Taltal                                 | 8   | Ramón Augusto Silva Ulloa        | PS      |
| Tocopilla El Loa Antofagasta Taltal                                 | 9   | Ernesto Corvalán Sánchez         | DC      |
| Tocopilla El Loa Antofagasta Taltal                                 | 10  | Juan Bautista Argandoña Cortés   | DC      |
| Tocopilla El Loa Antofagasta Taltal                                 | 11  | Félix Santiago Gajardo Peillard  | DC      |
| Chañaral-Copiapó Freirina-Huasco                                    | 12  | Raúl Armando Barrionuevo         | DC      |
| Chañaral-Copiapó Freirina-Huasco                                    | 13  | Orlando Poblete González         | PR      |
| La Serena Elqui Coquimbo Ovalle Combarbalá Illapel                  | 14  | Mario Torres Peralta             | DC      |
| La Serena Elqui Coquimbo Ovalle Combarbalá Illapel                  | 15  | Cipriano Pontigo Urrutia         | PCCh    |
| La Serena Elqui Coquimbo Ovalle Combarbalá Illapel                  | 16  | Hugo Zepeda Coll                 | PL      |
| La Serena Elqui Coquimbo Ovalle Combarbalá Illapel                  | 17  | Clemente Fuentealba Caamaño      | PR      |
| La Serena Elqui Coquimbo Ovalle Combarbalá Illapel                  | 18  | Marino Penna Miranda             | DC      |
| La Serena Elqui Coquimbo Ovalle Combarbalá Illapel                  | 19  | Arturo Valdés Phillips           | DC      |
| La Serena Elqui Coquimbo Ovalle Combarbalá Illapel                  | 20  | Luis Aguilera Báez               | PS      |
| Petorca San Felipe Los Andes                                        | 21  | Eduardo Cerda García             | DC      |
| Petorca San Felipe Los Andes                                        | 22  | Félix Iglesias Cortés            | DC      |
| Petorca San Felipe Los Andes                                        | 23  | Jorge Osorio Pardo               | PS      |
| Valparaíso Quillota Limache                                         | 24  | Alfonso Ansieta Núñez            | DC      |
| Valparaíso Quillota Limache                                         | 25  | Edgardo Magno Sepúlveda Muñoz    | DC      |
| Valparaíso Quillota Limache                                         | 26  | Graciela Lacoste Navarro         | DC      |
| Valparaíso Quillota Limache                                         | 27  | Gustavo Cardemil Alfaro          | DC      |
| Valparaíso Quillota Limache                                         | 28  | Hugo Ballesteros Reyes           | DC      |
| Valparaíso Quillota Limache                                         | 29  | Jorge Santibáñez Ceardi          | DC      |
| Valparaíso Quillota Limache                                         | 30  | Osvaldo Giannini Iñiguez         | DC      |
| Valparaíso Quillota Limache                                         | 31  | Rubén Hurtado O'Ryan             | DC      |
| Valparaíso Quillota Limache                                         | 32  | Luis Guastavino Córdova          | PCCh    |
| Valparaíso Quillota Limache                                         | 33  | Manuel Cantero Prado             | PCCh    |
| Valparaíso Quillota Limache                                         | 34  | Gustavo Lorca Rojas              | PL      |
| Valparaíso Quillota Limache                                         | 35  | Carlos Muñoz Horz                | PR      |
| 1.er. Distrito Metropolitano: Santiago                              | 36  | María Inés Aguilera Castro       | DC      |
| 1.er. Distrito Metropolitano: Santiago                              | 37  | José Domingo Escorza Olmos       | DC      |
| 1.er. Distrito Metropolitano: Santiago                              | 38  | Luis Maira Aguirre               | DC      |
| 1.er. Distrito Metropolitano: Santiago                              | 39  | Santiago Pereira Becerra         | DC      |
| 1.er. Distrito Metropolitano: Santiago                              | 40  | Héctor Valenzuela Valderrama     | DC      |
| 1.er. Distrito Metropolitano: Santiago                              | 41  | Fernando Sanhueza Herbage        | DC      |
| 1.er. Distrito Metropolitano: Santiago                              | 42  | Wilna Saavedra Cortés            | DC      |
| 1.er. Distrito Metropolitano: Santiago                              | 43  | Vicente Sota Barros              | DC      |
| 1.er. Distrito Metropolitano: Santiago                              | 44  | Mario Hamuy Berr                 | DC      |
| 1.er. Distrito Metropolitano: Santiago                              | 45  | Juan Bosco Parra Alderete        | DC      |
| 1.er. Distrito Metropolitano: Santiago                              | 46  | Luis Pareto González             | DC      |
| 1.er. Distrito Metropolitano: Santiago                              | 47  | César Godoy Urrutia              | PCCh    |
| 1.er. Distrito Metropolitano: Santiago                              | 48  | José Luis Cademartori Invernizzi | PCCh    |
| 1.er. Distrito Metropolitano: Santiago                              | 49  | María Adela Maluenda Campos      | PCCh    |
| 1.er. Distrito Metropolitano: Santiago                              | 50  | Gustavo Monckeberg Barros        | PCU     |
| 1.er. Distrito Metropolitano: Santiago                              | 51  | Juan Emeterio Martínez Camps     | PR      |
| 1.er. Distrito Metropolitano: Santiago                              | 52  | Carlos Morales Abarzúa           | PR      |
| 1.er. Distrito Metropolitano: Santiago                              | 53  | Carmen Lazo Carrera              | PS      |
| 2.º. Distrito Metropolitano: Talagante                              | 54  | Fernando Buzeta González         | DC      |
| 2.º. Distrito Metropolitano: Talagante                              | 55  | Blanca Retamal Contreras         | DC      |
| 2.º. Distrito Metropolitano: Talagante                              | 56  | Alfredo Macario Lorca Valencia   | DC      |
| 2.º. Distrito Metropolitano: Talagante                              | 57  | Gladys Marín Millié              | PCCh    |
| 2.º. Distrito Metropolitano: Talagante                              | 58  | Laura Allende Gossens            | PS      |
| 3.er. Distrito Metropolitano: Puente Alto                           | 59  | María Silvia Correa Marín        | DC      |
| 3.er. Distrito Metropolitano: Puente Alto                           | 60  | Sergio Fernández Aguayo          | DC      |
| 3.er. Distrito Metropolitano: Puente Alto                           | 61  | Julio Silva Solar                | DC      |
| 3.er. Distrito Metropolitano: Puente Alto                           | 62  | José Orlando Millas Correa       | PCCh    |
| 3.er. Distrito Metropolitano: Puente Alto                           | 63  | Mario Palestro Rojas             | PS      |
| Melipilla San Bernardo Maipo San Antonio                            | 64  | Pedro Nolasco Videla Riquelme    | DC      |
| Melipilla San Bernardo Maipo San Antonio                            | 65  | Andrés Aylwin Azócar             | DC      |
| Melipilla San Bernardo Maipo San Antonio                            | 66  | Carlos Demarchi Kempowsky        | DC      |
| Melipilla San Bernardo Maipo San Antonio                            | 67  | Juana Dip Muhana                 | DC      |
| Melipilla San Bernardo Maipo San Antonio                            | 68  | Juan Acevedo Pavez               | PCCh    |
| Rancagua Cachapoal Caupolicán San Vicente                           | 69  | José Manuel Isla Hevia           | DC      |
| Rancagua Cachapoal Caupolicán San Vicente                           | 70  | José Ricardo Monares Gómez       | DC      |
| Rancagua Cachapoal Caupolicán San Vicente                           | 71  | Manuel Rodríguez Huenumán        | DC      |
| Rancagua Cachapoal Caupolicán San Vicente                           | 72  | Ricardo Valenzuela Sáez          | DC      |
| Rancagua Cachapoal Caupolicán San Vicente                           | 73  | Carlos Rosales Gutiérrez         | PCCh    |
| Rancagua Cachapoal Caupolicán San Vicente                           | 74  | Héctor Olivares Solís            | PS      |
| San Fernando Santa Cruz Colchagua                                   | 75  | Renato Valenzuela Labbé          | DC      |
| San Fernando Santa Cruz Colchagua                                   | 76  | Fernando Sotomayor García        | DC      |
| San Fernando Santa Cruz Colchagua                                   | 77  | Claudio Cancino Tellez           | DC      |
| San Fernando Santa Cruz Colchagua                                   | 78  | Joel Marambio Páez               | PS      |
| Curicó Mataquito                                                    | 79  | Carlos Garcés Fernández          | DC      |
| Curicó Mataquito                                                    | 80  | Óscar Gastón Naranjo Arias       | PS      |
| Curicó Mataquito                                                    | 81  | Mario Fuenzalida Mandriaza       | DC      |
| Talca Curepto Lontué                                                | 82  | Emilio Lorenzini Gratwohl        | DC      |
| Talca Curepto Lontué                                                | 83  | Rodolfo Werner Inostroza         | DC      |
| Talca Curepto Lontué                                                | 84  | Gustavo Ramírez Vergara          | DC      |
| Talca Curepto Lontué                                                | 85  | Jorge Cabello Pizarro            | PR      |
| Talca Curepto Lontué                                                | 86  | Jorge Aravena Carrasco           | PADENA  |
| Constitución Cauquenes Chanco                                       | 87  | Alberto Naudón Abarca            | PR      |
| Constitución Cauquenes Chanco                                       | 88  | Patricio Hurtado Pereira         | DC      |
| Constitución Cauquenes Chanco                                       | 89  | Osvaldo Vega Vera                | PL      |
| Linares Loncomilla Parral                                           | 90  | Mario Francisco Dueñas Avaria    | PS      |
| Linares Loncomilla Parral                                           | 91  | Enrique Zorrilla Concha          | DC      |
| Linares Loncomilla Parral                                           | 92  | Jorge Eduardo Ibáñez Vergara     | PR      |
| Linares Loncomilla Parral                                           | 93  | Guido Castilla Hernández         | DC      |
| Itata San Carlos                                                    | 94  | César Fuentes Venegas            | DC      |
| Itata San Carlos                                                    | 95  | Carlos Cerda Aguilera            | DC      |
| Itata San Carlos                                                    | 96  | José Camus Foncea                | PR      |
| Chillán Bulnes Yungay                                               | 97  | Alberto Jaramillo Bórquez        | DC      |
| Chillán Bulnes Yungay                                               | 98  | José Luis Martin Mardones        | DC      |
| Chillán Bulnes Yungay                                               | 99  | Gilberto Canales Canales         | DC      |
| Chillán Bulnes Yungay                                               | 100 | Miguel Jarpa Vallejos            | PR      |
| Chillán Bulnes Yungay                                               | 101 | Osvaldo Basso Carvajal           | PR      |
| Tomé Concepción Talcahuano Yumbel                                   | 102 | Alberto Jerez Horta              | DC      |
| Tomé Concepción Talcahuano Yumbel                                   | 103 | Manuel Valdés Solar              | DC      |
| Tomé Concepción Talcahuano Yumbel                                   | 104 | Víctor Sbarbaro Campos           | DC      |
| Tomé Concepción Talcahuano Yumbel                                   | 105 | Mario Mosquera Roa               | DC      |
| Tomé Concepción Talcahuano Yumbel                                   | 106 | Mariano Ruiz Esquide Jara        | DC      |
| Tomé Concepción Talcahuano Yumbel                                   | 107 | Duberildo Jaque Araneda          | PR      |
| Tomé Concepción Talcahuano Yumbel                                   | 108 | Fernando Agurto Ramírez          | PCCh    |
| Tomé Concepción Talcahuano Yumbel                                   | 109 | Jorge Montes Moraga              | PCCh    |
| Tomé Concepción Talcahuano Yumbel                                   | 110 | Galvarino Melo Páez              | PCCh    |
| Arauco Lebu-Cañete                                                  | 111 | Fermín Fierro Luengo             | PS      |
| Arauco Lebu-Cañete                                                  | 112 | Renato Laemmermann Monsalves     | PR      |
| La Laja Nacimiento Mulchén                                          | 113 | Renato Emilio de la Jara Parada  | DC      |
| La Laja Nacimiento Mulchén                                          | 114 | Pedro Stark Troncoso             | DC      |
| La Laja Nacimiento Mulchén                                          | 115 | Luis Enrique Tejeda Oliva        | PCCh    |
| La Laja Nacimiento Mulchén                                          | 116 | Manuel Rioseco Vásquez           | PR      |
| Angol Collipulli Victoria Curacautín Traiguén                       | 117 | Carlos Sívori Alzérreca          | DC      |
| Angol Collipulli Victoria Curacautín Traiguén                       | 118 | Fernando Rosselot Jaramillo      | DC      |
| Angol Collipulli Victoria Curacautín Traiguén                       | 119 | Patricio Phillips Peñafiel       | PL      |
| Angol Collipulli Victoria Curacautín Traiguén                       | 120 | Gabriel de la Fuente Cortés      | PL      |
| Angol Collipulli Victoria Curacautín Traiguén                       | 121 | Juan Rodríguez Nadruz            | PR      |
| Angol Collipulli Victoria Curacautín Traiguén                       | 122 | José Aravena Cabezas             | PS      |
| Lautaro Temuco Imperial Villarrica                                  | 123 | Constantino Suárez González      | DC      |
| Lautaro Temuco Imperial Villarrica                                  | 124 | Margarita Paluz Rivas            | DC      |
| Lautaro Temuco Imperial Villarrica                                  | 125 | Pedro Alvarado Páez              | DC      |
| Lautaro Temuco Imperial Villarrica                                  | 126 | Jorge Lavandero Illanes          | DC      |
| Lautaro Temuco Imperial Villarrica                                  | 127 | Pedro Urra Veloso                | DC      |
| Lautaro Temuco Imperial Villarrica                                  | 128 | Juan Tuma Masso                  | PADENA  |
| Lautaro Temuco Imperial Villarrica                                  | 129 | Víctor González Maertens         | PADENA  |
| Lautaro Temuco Imperial Villarrica                                  | 130 | Venancio Coñuepán Huenchual      | PCU     |
| Lautaro Temuco Imperial Villarrica                                  | 131 | Hardy Óscar Momberg Roa          | PL      |
| Lautaro Temuco Imperial Villarrica                                  | 132 | Samuel Fuentes Andrades          | PR      |
| Valdivia Panguipulli La Unión Río Bueno                             | 133 | Eduardo Koenig Carrillo          | DC      |
| Valdivia Panguipulli La Unión Río Bueno                             | 134 | Luis Papic Ramos                 | DC      |
| Valdivia Panguipulli La Unión Río Bueno                             | 135 | Inés Leonor Enríquez Frödden     | PR      |
| Valdivia Panguipulli La Unión Río Bueno                             | 136 | Hernán Olave Verdugo             | PS      |
| Valdivia Panguipulli La Unión Río Bueno                             | 137 | Alberto Daiber Etcheberry        | DC      |
| Osorno Río Negro                                                    | 138 | Mario Arancibia Cárdenas         | DC      |
| Osorno Río Negro                                                    | 139 | Américo Acuña Rosas              | PR      |
| Osorno Río Negro                                                    | 140 | Julio Montt Momberg              | DC      |
| Llanquihue-Puerto Varas Maullín-Calbuco Aysén-Coyhaique Chile Chico | 141 | Narciso Irureta Aburto           | DC      |
| Llanquihue-Puerto Varas Maullín-Calbuco Aysén-Coyhaique Chile Chico | 142 | Francisco Sepúlveda Gutiérrez    | PS      |
| Llanquihue-Puerto Varas Maullín-Calbuco Aysén-Coyhaique Chile Chico | 143 | Héctor Téllez Schwerter          | DC      |
| Ancud Castro Quinchao-Palena                                        | 144 | José Félix Garay Figueroa        | DC      |
| Ancud Castro Quinchao-Palena                                        | 145 | Fernando Ochagavía Valdés        | PCU     |
| Ancud Castro Quinchao-Palena                                        | 146 | Raúl Morales Adriasola           | PR      |
| Magallanes                                                          | 147 | Ernesto Guajardo Gómez           | PS      |

#### Presidentes de la Cámara de Diputados
| Inicio              | Término             | Presidente | Presidente                     | Partido | Partido |
| ------------------- | ------------------- | ---------- | ------------------------------ | ------- | ------- |
| 15 de mayo de 1965  | 31 de enero de 1967 |            | Hugo Ballesteros Reyes         |         | DC      |
| 31 de enero de 1967 | 14 de mayo de 1968  |            | Alfredo Macario Lorca Valencia |         | DC      |
| 14 de mayo de 1968  | 15 de mayo de 1969  |            | Héctor Valenzuela Valderrama   |         | DC      |

## Elección delSenado

### Resultados
| Partido                                   | Partido                      | Sigla                       | Votos     | %?      | Sen.? | %?      | ± S.? |
| ----------------------------------------- | ---------------------------- | --------------------------- | --------- | ------- | ----- | ------- | ----- |
| B                                         | Partido Conservador Unido    | PCU                         | 96 129    | 7,26 %  | 0     | 0,00 %  | -2    |
| C                                         | Partido Radical              | PR                          | 171 238   | 12,94 % | 3     | 15,00 % | -2    |
| D                                         | Partido Comunista            | PCCh                        | 142 088   | 10,73 % | 2     | 10,00 % |       |
| E                                         | Acción Nacional              | AN                          | 55 287    | 4,18 %  | 0     | 0,00 %  |       |
| G                                         | Democracia Agrario Laborista | DAL                         | 7700      | 0,58 %  | 0     | 0,00 %  |       |
| I                                         | Partido Demócrata Cristiano  | PDC                         | 633 241   | 47,84 % | 11    | 55,00 % | +9    |
| J                                         | Partido Liberal              | PL                          | 43 711    | 3,30 %  | 0     | 0,00 %  | -4    |
| K                                         | Partido Socialista           | PS                          | 147 641   | 11,15 % | 3     | 15,00 % | +2    |
| L                                         | Partido Democrático Nacional | PADENA                      | 26 677    | 2,02 %  | 1     | 5,00 %  |       |
| Total de votos válidos                    | Total de votos válidos       | Total de votos válidos      | 1 323 712 | 96,99 % |       |         |       |
| Votos nulos y en blanco                   | Votos nulos y en blanco      | Votos nulos y en blanco     | 41 044    | 3,01 %  |       |         |       |
| Total de sufragios emitidos               | Total de sufragios emitidos  | Total de sufragios emitidos | 1 364 756 | 100 %   |       |         |       |
| Fuente: Dirección del Registro Electoral. |                              |                             |           |         |       |         |       |

### Listado de senadores 1965-1973
Las provincias que escogían senadores en esta elección para el período 1965-1973 fueron: Atacama y Coquimbo; Santiago; Curicó, Talca y Maule; Biobío, Malleco y Cautín. Están marcadas en celdas oscuras y en negrilla.
Las restantes provincias en el listado que a continuación se entrega, corresponden a los senadores del período 1961-1969.
| Provincias                                  | N.º | Senador                       | Partido |
| ------------------------------------------- | --- | ----------------------------- | ------- |
| Tarapacá Antofagasta                        | 1   | Fernando Alessandri Rodríguez | PL      |
| Tarapacá Antofagasta                        | 2   | Raúl Galvarino Ampuero Díaz   | PS      |
| Tarapacá Antofagasta                        | 3   | Jonás Gómez Gallo             | PR      |
| Tarapacá Antofagasta                        | 4   | Juan Luis Maurás Novella      | PR      |
| Tarapacá Antofagasta                        | 5   | Víctor Contreras Tapia        | PCCh    |
| Atacama Coquimbo                            | 6   | Alejandro Noemi Huerta        | DC      |
| Atacama Coquimbo                            | 7   | José Ignacio Palma Vicuña     | DC      |
| Atacama Coquimbo                            | 8   | Hugo Miranda Ramírez          | PR      |
| Atacama Coquimbo                            | 9   | Tomás Chadwick Valdés         | PS      |
| Atacama Coquimbo                            | 10  | Julieta Campusano Chávez      | PCCh    |
| Aconcagua Valparaíso                        | 11  | Luis Bossay Leiva             | PR      |
| Aconcagua Valparaíso                        | 12  | Pedro Ibáñez Ojeda            | PL      |
| Aconcagua Valparaíso                        | 13  | Salvador Allende Gossens      | PS      |
| Aconcagua Valparaíso                        | 14  | Benjamín Prado Casas          | DC      |
| Aconcagua Valparaíso                        | 15  | Jaime Barros Pérez Cotapos    | PCCh    |
| Santiago                                    | 16  | Rafael Agustín Gumucio Vives  | DC      |
| Santiago                                    | 17  | Tomás Reyes Vicuña            | DC      |
| Santiago                                    | 18  | José Musalem Saffie           | DC      |
| Santiago                                    | 19  | Carlos Altamirano Orrego      | PS      |
| Santiago                                    | 20  | Volodia Teitelboim Volosky    | PCCh    |
| O'Higgins Colchagua                         | 21  | Armando Jaramillo Lyon        | PL      |
| O'Higgins Colchagua                         | 22  | Francisco Bulnes Sanfuentes   | PCU     |
| O'Higgins Colchagua                         | 23  | Hermes Ahumada Pacheco        | PR      |
| O'Higgins Colchagua                         | 24  | Baltazar Castro Palma         | VNP     |
| O'Higgins Colchagua                         | 25  | Salomón Corbalán González     | PS      |
| Curicó Talca Linares Maule                  | 26  | Patricio Aylwin Azócar        | DC      |
| Curicó Talca Linares Maule                  | 27  | José Foncea Aedo              | DC      |
| Curicó Talca Linares Maule                  | 28  | Raúl Gormaz Molina            | DC      |
| Curicó Talca Linares Maule                  | 29  | Raúl Juliet Gómez             | PR      |
| Curicó Talca Linares Maule                  | 30  | Rafael Tarud Siwady           | PS      |
| Ñuble Concepción Arauco                     | 31  | Luis Corvalán Lepez           | PCCh    |
| Ñuble Concepción Arauco                     | 32  | Tomás Pablo Elorza            | DC      |
| Ñuble Concepción Arauco                     | 33  | Humberto Enríquez Frödden     | PR      |
| Ñuble Concepción Arauco                     | 34  | Humberto Aguirre Doolan       | PR      |
| Ñuble Concepción Arauco                     | 35  | Enrique Curti Cannobio        | PCU     |
| Biobío Malleco Cautín                       | 36  | Luis Fernando Luengo Escalona | PADENA  |
| Biobío Malleco Cautín                       | 37  | Julio Durán Neumann           | PR      |
| Biobío Malleco Cautín                       | 38  | José García González          | DC      |
| Biobío Malleco Cautín                       | 39  | Renán Fuentealba Moena        | DC      |
| Biobío Malleco Cautín                       | 40  | Ricardo Ferrando Keun         | DC      |
| Valdivia Llanquihue Chiloé Aysén Magallanes | 41  | Sergio Sepúlveda Garcés       | PL      |
| Valdivia Llanquihue Chiloé Aysén Magallanes | 42  | Julio von Mühlenbrock Lira    | PL      |
| Valdivia Llanquihue Chiloé Aysén Magallanes | 43  | Carlos Contreras Labarca      | PCCh    |
| Valdivia Llanquihue Chiloé Aysén Magallanes | 44  | Exequiel González Madariaga   | PR      |
| Valdivia Llanquihue Chiloé Aysén Magallanes | 45  | Aniceto Rodríguez Arenas      | PS      |

#### Presidentes del Senado
| Inicio                  | Término                 | Presidente | Presidente               | Partido | Partido |
| ----------------------- | ----------------------- | ---------- | ------------------------ | ------- | ------- |
| 15 de mayo de 1965      | 1 de junio de 1965      |            | Hermes Ahumada Pacheco   |         | PR      |
| 1 de junio de 1965      | 3 de agosto de 1966     |            | Tomás Reyes Vicuña       |         | DC      |
| 3 de agosto de 1966     | 17 de agosto de 1966    |            | Juan Luis Maurás Novella |         | Ind     |
| 17 de agosto de 1966    | 27 de diciembre de 1966 |            | Tomás Reyes Vicuña       |         | DC      |
| 27 de diciembre de 1966 | 4 de junio de 1969      |            | Salvador Allende Gossens |         | PS      |
| 4 de junio de 1969      | 15 de mayo de 1970      |            | Tomás Pablo Elorza       |         | DC      |